# Distretto di Binasco
Il distretto di Binasco era il nome di un distretto ideato dal governo giacobino della Repubblica Cisalpina nel dipartimento del Ticino, e nel dipartimento d'Olona dopo il colpo di Stato del 1798.

## Storia
La Costituzione della Repubblica Cisalpina progetto un nuovo ordinamento degli enti locali lombardi, partendo dal presupposto di una nuova geografia basata su una razionalizzazione illuministica anziché sui retaggi di secoli di storia. La funzione dei distretti, che andavano a sostituire l'istituto plurisecolare della pieve, sarebbe divenuto quello di svolgere le più alte funzioni municipali nelle aree di notevole parcellizzazione comunale.
Nell'area meridionale milanese, il vecchio vicariato di Binasco venne riportato sotto Pavia riproponendo l'innovativa riforma di Giuseppe II di pochi anni prima, e a quel punto fu espanso con alcuni comuni di confine da sempre pavesi. Il distretto venne classificato col numero 7.
Definito dalla legge 6 germinale anno VI, l'ente non riuscì ad avere una vera applicazione fino al golpe militare che riversò il primo governo giacobino sostituendolo con uno più finalizzato ad ottenere risparmi per la guerra. Il distretto di Binasco, ritenuto troppo piccolo, prese il numero 6 e fu ampliato con la maggioranza del soppresso distretto di Rosate, includendo questi comuni: Assago, Badile, Barate, Basilica Bologna, Bazzana Sant’Ilario, Bazzanella, Binasco, Bubbiano, Buccinasco, Carpignago, Casadico, Casarile, Casirate, Coazzano, Conigo, Copiago, Corsico, Giovenzano, Giussago, Grancino, Gudo Gambaredo, Gudo Visconti, Lacchiarella, Mandrugno, Mettone, Moirago, Moncucco, Noviglio, Pasturago, Quinzano, Rognano, Romanbanco, Ronchetto con Cassina Scaccabarozzi, Ronchetto presso Corsico, Rosate, Rovido, San Novo, San Pietro Cusico, Soncino, Tainate, Trezzano, Turago Bordone, Vernate, Viano, Vigano, Vigonzino, Villarasca, Zavanusco Liconasco, Zelo, Zibido San Giacomo. La popolazione era di 18.400 cittadini.
Dopo un solo anno l'invasione austriaca travolse comunque tutto ristabilendo in pieno comuni e vecchie pievi. Anche quando l’anno successivo, il 1800, prontamente tornarono i francesi, si preferì a questo punto mantenere provvisoriamente le autorità locali in essere fino a che nel 1801 questo livello amministrativo venne definitivamente superato a favore dei cantoni.

## Territorio
Il territorio del distretto ereditava interamente quello della pieve, venendo ampliato coi comuni da sempre pavesi di Baselica Bologna, Carpignago, Casadico, Giovenzano, Giussago, Guinzano, Liconasco, Ronchetto e Turago Bordone, oltre al comune milanese di Conigo distaccato dalla pieve di Rosate per la sua vicinanza con Binasco.
Dopo il golpe del 1798 il territorio fu ridisegnato cedendo la zona di Vidigulfo e Siziano al distretto di Melegnano e incorporando il distretto di Rosate tranne la sua zona nord ossia Castelletto Mendosio, Fagnano, Gaggiano, Caselle e Vermezzo.